# Olympische Winterspiele 2014/Rennrodeln
Bei den XXII. Olympischen Winterspielen 2014 im russischen Sotschi fanden vier Wettbewerbe im Rennrodeln statt. Austragungsort war das Sliding Center Sanki in Krasnaja Poljana. Erstmals stand die Team-Staffel auf dem Programm. Alle Wettbewerbe wurden von deutschen Rodlern gewonnen.

## Bilanz

### Medaillenspiegel
| Platz | Land               | Gold | Silber | Bronze | Gesamt |
| ----- | ------------------ | ---- | ------ | ------ | ------ |
| 1     | Deutschland        | 4    | 1      | –      | 5      |
| 2     | Russland           | –    | 2      | –      | 2      |
| 3     | Österreich         | –    | 1      | –      | 1      |
| 4     | Lettland           | –    | –      | 2      | 2      |
| 5     | Italien            | –    | –      | 1      | 1      |
| 5     | Vereinigte Staaten | –    | –      | 1      | 1      |

### Medaillengewinner
| Konkurrenz       | Gold                                                        | Silber                                                                      | Bronze                                                 |
| ---------------- | ----------------------------------------------------------- | --------------------------------------------------------------------------- | ------------------------------------------------------ |
| Einsitzer Männer | Felix Loch                                                  | Albert Demtschenko                                                          | Armin Zöggeler                                         |
| Einsitzer Frauen | Natalie Geisenberger                                        | Tatjana Hüfner                                                              | Erin Hamlin                                            |
| Doppelsitzer     | Tobias Wendl, Tobias Arlt                                   | Andreas Linger, Wolfgang Linger                                             | Andris Šics, Juris Šics                                |
| Team-Staffel     | Natalie Geisenberger, Felix Loch, Tobias Wendl, Tobias Arlt | Tatjana Iwanowa, Albert Demtschenko, Alexander Denissjew, Wladislaw Antonow | Elīza Tīruma, Mārtiņš Rubenis, Andris Šics, Juris Šics |

## Ergebnisse
(alle Laufzeiten in Sekunden, Gesamtzeiten in Minuten)

### Einsitzer Männer
| Platz | Land | Sportler             | 1. Lauf  | 2. Lauf | 3. Lauf | 4. Lauf | Gesamt   |
| ----- | ---- | -------------------- | -------- | ------- | ------- | ------- | -------- |
| 1     | GER  | Felix Loch           | 52,185   | 51,964  | 51,613  | 51,764  | 3:27,526 |
| 2     | RUS  | Albert Demtschenko   | 52,170   | 52,273  | 51,707  | 51,852  | 3:28,002 |
| 3     | ITA  | Armin Zöggeler       | 52,506   | 52,387  | 51,910  | 51,994  | 3:28,797 |
| 4     | GER  | Andi Langenhan       | 52,707   | 52,480  | 52,073  | 52,095  | 3:29,355 |
| 5     | RUS  | Semjon Pawlitschenko | 52,660   | 52,593  | 51,928  | 52,255  | 3:29,436 |
| 6     | ITA  | Dominik Fischnaller  | 52,729   | 52,540  | 52,007  | 52,203  | 3:29,479 |
| 7     | RUS  | Alexander Peretjagin | 52,675   | 52,590  | 52,069  | 52,161  | 3:29,495 |
| 8     | AUT  | Reinhard Egger       | 52,564   | 52,630  | 52,152  | 52,160  | 3:29,506 |
| 9     | AUT  | Wolfgang Kindl       | 52,586   | 52,714  | 52,145  | 52,218  | 3:29,663 |
| 10    | LAT  | Mārtiņš Rubenis      | 52,775   | 52,560  | 52,229  | 52,133  | 3:29,697 |
|       |      |                      |          |         |         |         |          |
| 12    | SUI  | Gregory Carigiet     | 52,775   | 52,579  | 52,274  | 52,167  | 3:29,795 |
| 14    | GER  | David Möller         | 52,781   | 52,865  | 52,312  | 52,281  | 3:30,239 |
| 15    | AUT  | Daniel Pfister       | 52,925   | 52,802  | 52,306  | 52,243  | 3:30,276 |
| 19    | ITA  | Emanuel Rieder       | 52,981   | 52,875  | 52,578  | 52,511  | 3:30,945 |
| 39    | TPE  | Lien Te-an           | 1:02,961 | 55,315  | 55,287  | 54,528  | 3:48,091 |

1. und 2. Lauf: 8. Februar 2014 (18:30 Uhr bzw. 20:30 Uhr) 

3. und 4. Lauf: 9. Februar 2014 (18:30 Uhr bzw. 20:30 Uhr)
39 Teilnehmer aus 22 Ländern, alle in der Wertung.
Als Reaktion auf den McLaren-Report hatte das Internationale Olympische Komitee den russischen Rodler Albert Demtschenko Ende 2017 disqualifiziert, womit er seine Silbermedaille hätte zurückgeben müssen. Nach einem Rekurs hob der Internationale Sportgerichtshof dieses Urteil im Januar 2018 auf.

### Einsitzer Frauen
| Platz | Land | Sportlerin           | 1. Lauf | 2. Lauf | 3. Lauf | 4. Lauf | Gesamt   |
| ----- | ---- | -------------------- | ------- | ------- | ------- | ------- | -------- |
| 1     | GER  | Natalie Geisenberger | 49,891  | 49,923  | 49,765  | 50,189  | 3:19,768 |
| 2     | GER  | Tatjana Hüfner       | 50,393  | 50,187  | 50,048  | 50,279  | 3:20,907 |
| 3     | USA  | Erin Hamlin          | 50,356  | 50,276  | 50,165  | 50,348  | 3:21,145 |
| 4     | CAN  | Alex Gough           | 50,464  | 50,402  | 50,286  | 50,426  | 3:21,578 |
| 5     | CAN  | Kimberley McRae      | 50,465  | 50,454  | 50,356  | 50,620  | 3:21,895 |
| 6     | GER  | Anke Wischnewski     | 50,490  | 50,476  | 50,462  | 50,532  | 3:21,960 |
| 7     | RUS  | Tatjana Iwanowa      | 50,457  | 50,492  | 50,450  | 50,607  | 3:22,006 |
| 8     | RUS  | Natalja Chorjowa     | 50,500  | 50,348  | 50,599  | 50,620  | 3:22,067 |
| 9     | SUI  | Martina Kocher       | 50,560  | 50,454  | 50,593  | 50,559  | 3:22,166 |
| 10    | USA  | Kate Hansen          | 50,794  | 50,581  | 50,793  | 50,499  | 3:22,667 |
|       |      |                      |         |         |         |         |          |
| 14    | ITA  | Sandra Gasparini     | 50,032  | 50,803  | 50,959  | 50,962  | 3:23,756 |
| 17    | AUT  | Miriam Kastlunger    | 51,622  | 50,795  | 51,139  | 51,109  | 3:24,665 |
| 19    | ITA  | Andrea Vötter        | 50,937  | 51,592  | 51,420  | 51,290  | 3:25,059 |
| 20    | AUT  | Nina Reithmayer      | 51,225  | 51,143  | 51,614  | 51,174  | 3:25,156 |
| 22    | ITA  | Sandra Robatscher    | 51,589  | 50,981  | 51,678  | 51,258  | 3:25,506 |
| 23    | AUT  | Birgit Platzer       | 51,201  | 51,518  | 51,760  | 52,097  | 3:26,576 |

1. und 2. Lauf: 10. Februar 2014 (18:45 Uhr bzw. 20:20 Uhr) 

3. und 4. Lauf: 11. Februar 2014 (18:30 Uhr bzw. 20:10 Uhr)
31 Teilnehmerinnen aus 16 Ländern, alle in der Wertung.

### Doppelsitzer
| Platz | Land | Sportler                                | 1. Lauf | 2. Lauf | Gesamt   |
| ----- | ---- | --------------------------------------- | ------- | ------- | -------- |
| 1     | GER  | Tobias Wendl, Tobias Arlt               | 49,373  | 49,560  | 1:38,933 |
| 2     | AUT  | Andreas Linger, Wolfgang Linger         | 49,685  | 49,770  | 1:39,455 |
| 3     | LAT  | Andris Šics, Juris Šics                 | 49,880  | 49,910  | 1:39,790 |
| 4     | CAN  | Tristan Walker, Justin Snith            | 49,857  | 49,983  | 1:39,840 |
| 5     | RUS  | Alexander Denissjew, Wladislaw Antonow  | 49,936  | 50,013  | 1:39,949 |
| 6     | ITA  | Christian Oberstolz, Patrick Gruber     | 49,976  | 50,043  | 1:40,019 |
| 7     | ITA  | Ludwig Rieder, Patrick Rastner          | 50,064  | 49,975  | 1:40,039 |
| 8     | GER  | Toni Eggert, Sascha Benecken            | 50,274  | 49,944  | 1:40,218 |
| 9     | RUS  | Wladislaw Juschakow, Wladimir Machnutin | 50,068  | 50,269  | 1:40,337 |
| 10    | LAT  | Oskars Gudramovičs, Pēteris Kalniņš     | 50,388  | 50,074  | 1:40,462 |
|       |      |                                         |         |         |          |
| 19    | AUT  | Peter Penz, Georg Fischler              | 49,793  | 54,252  | 1:44,045 |

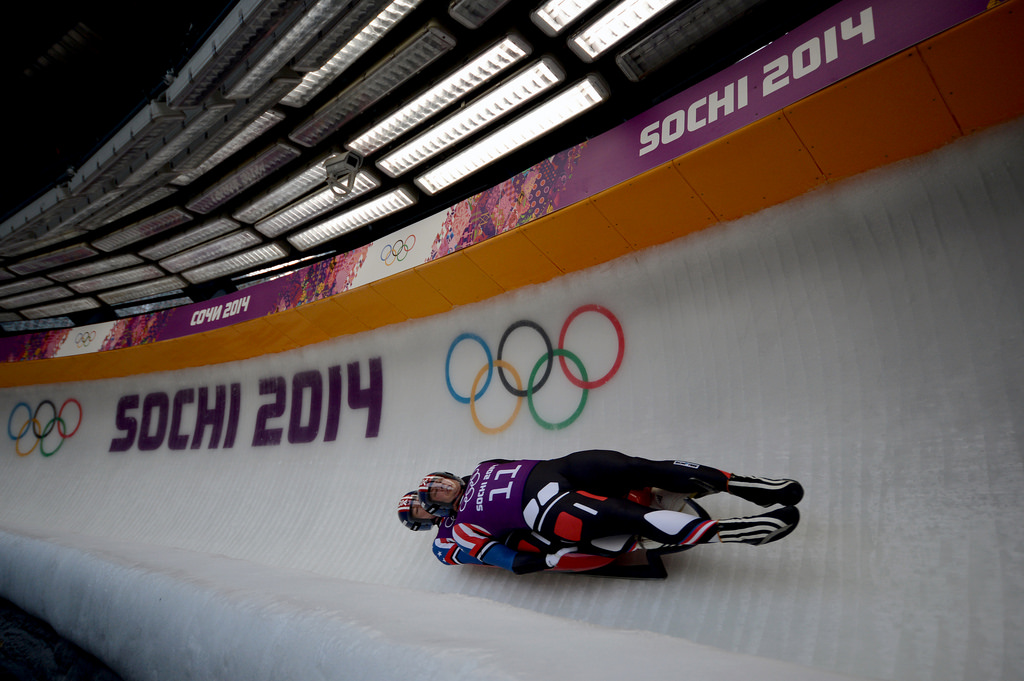
Der US-amerikanische Doppelsitzer Matt Mortensen / Preston Griffall beim Training

Datum: 12. Februar 2014, 18:15 Uhr (1. Lauf), 19:45 Uhr (2. Lauf)
19 Teams aus 12 Ländern, alle in der Wertung.

### Team-Staffel
| Platz | Land | Sportler                                                                     | Frauen Einsitzer | Männer Einsitzer | Männer Doppel | Gesamt   |
| ----- | ---- | ---------------------------------------------------------------------------- | ---------------- | ---------------- | ------------- | -------- |
| 1     | GER  | Natalie Geisenberger, Felix Loch, Tobias Wendl / Tobias Arlt                 | 54,095           | 55,639           | 55,915        | 2:45,649 |
| 2     | RUS  | Tatjana Iwanowa, Albert Demtschenko, Alexander Denissjew / Wladislaw Antonow | 54,429           | 55,775           | 56,475        | 2:46,679 |
| 3     | LAT  | Elīza Tīruma, Mārtiņš Rubenis, Andris Šics / Juris Šics                      | 54,745           | 56,048           | 56,502        | 2:47,295 |
| 4     | CAN  | Alex Gough, Samuel Edney, Tristan Walker / Justin Snith                      | 54,643           | 56,197           | 56,555        | 2:47,395 |
| 5     | ITA  | Sandra Gasparini, Armin Zöggeler, Christian Oberstolz / Patrick Gruber       | 54,823           | 56,039           | 56,558        | 2:47,420 |
| 6     | USA  | Erin Hamlin, Christopher Mazdzer, Christian Niccum / Jayson Terdiman         | 54,338           | 56,245           | 56,972        | 2:47,555 |
| 7     | AUT  | Miriam Kastlunger, Wolfgang Kindl, Andreas Linger / Wolfgang Linger          | 55,596           | 56,434           | 56,447        | 2:48,477 |
| 8     | POL  | Natalia Wojtuściszyn, Maciej Kurowski, Patryk Poręba / Karol Mikrut          | 54,937           | 56,737           | 58,079        | 2:49,753 |
| 9     | CZE  | Vendula Kotenová, Ondřej Hyman, Lukáš Brož / Antonín Brož                    | 55,600           | 56,926           | 57,279        | 2:49,805 |
| 10    | SVK  | Viera Gbúrová, Jozef Ninis, Marián Zemaník / Jozef Petrulák                  | 55,757           | 56,472           | 57,936        | 2:50,165 |

Datum: 13. Februar 2014, 20:15 Uhr
12 Teams, alle in der Wertung.
Als Reaktion auf den McLaren-Report hatte das Internationale Olympische Komitee die russische Staffel Ende 2017 disqualifiziert, womit sie ihre Silbermedaille hätte zurückgeben müssen. Nach einem Rekurs hob der Internationale Sportgerichtshof dieses Urteil im Januar 2018 auf.